# Гипефр

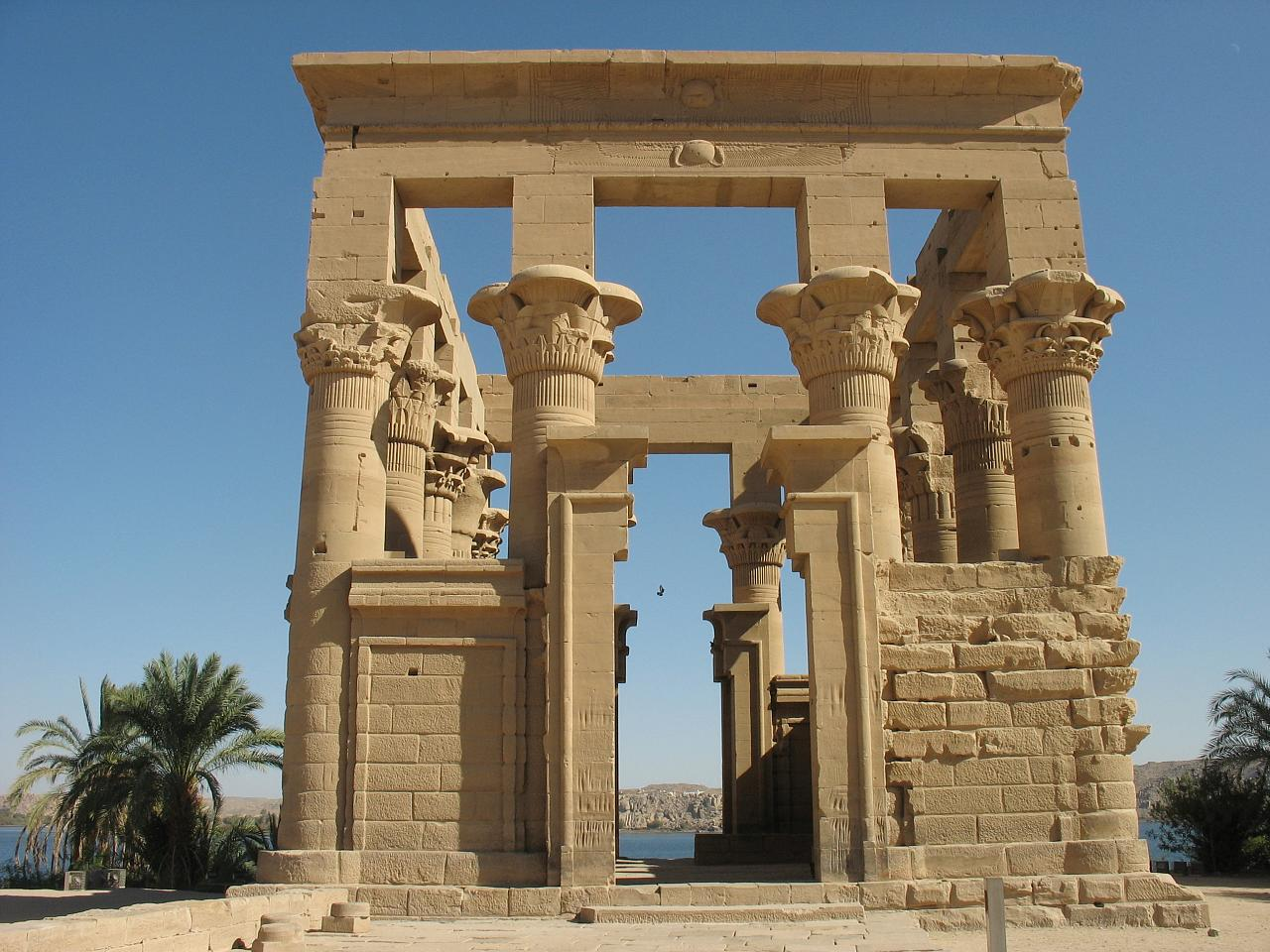

Гипефр (греч. ὕπαιθρος — находящийся под открытым небом, от греч. ὑπό — под и греч. αἰθήρ — воздух) — разновидность архитектуры (чаще всего храмовой) в древней Греции: здание, в крыше которого устроено посередине отверстие, род более или менее обширного открытого люка, служившего для пропуска света внутрь сооружения. Подобным отверстием снабжались преимущественно храмы значительного размера — например, храм Аполлона Эпикурейского близ Фигалии в Аркадии, Храм Посейдона в Пестуме, афинский Парфенон, храм Зевса в Олимпии и др. Отверстие обыкновенно подпиралось изнутри двойным рядом колонн, соединённых между собой горизонтальными балками. Гипефром называлось также решётчатое окно в верхней части главной входной двери в храм, пропускающее в него воздух и отчасти свет, а вместе с тем придающее большую красоту и величественность внешнему виду двери.